# Ernst Rasche

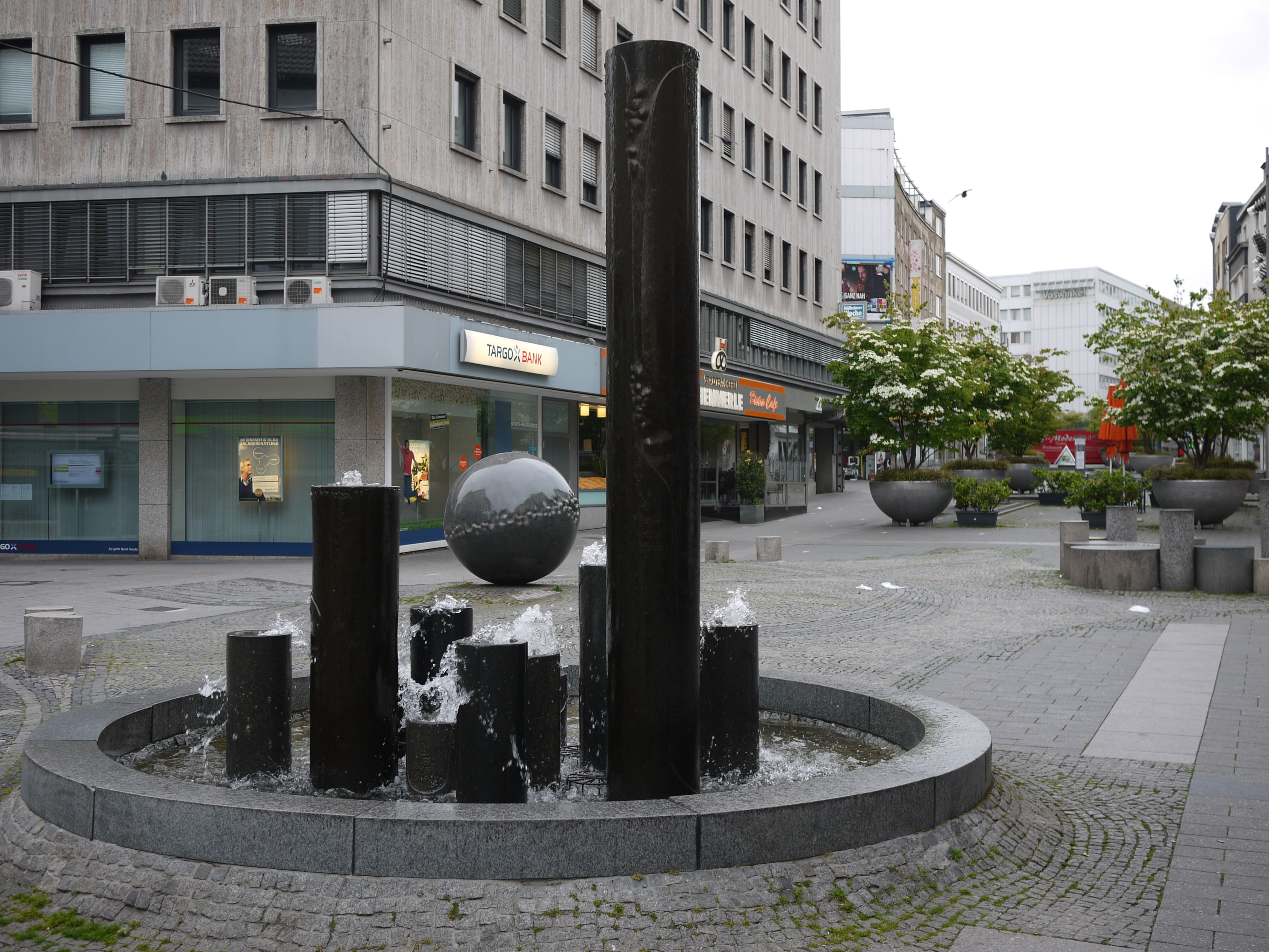
Brunnenskulptur in Mülheim an der Ruhr

Ernst Rasche (* 24. November 1926 in Mülheim an der Ruhr; † 4. Februar 2018 ebenda) war ein deutscher Bildhauer und Zeichner.

## Leben und Wirken
Rasche diente als Soldat im Zweiten Weltkrieg, wurde dort schwer verwundet und war für kurze Zeit in sowjetischer Kriegsgefangenschaft. Von dort aus konnte er fliehen und kehrte innerhalb von vier Wochen per Fußmarsch nach Deutschland zurück. 1947 nahm er sein Studium an der Kunstakademie Düsseldorf auf. Sein erstes Atelier befand sich in der Ruhrstraße 3 gegenüber dem Wohnhaus der Familie seiner Frau im Galeriehof, der heutigen Galerie an der Ruhr.
Rasche lebte und arbeitete in seiner Heimatstadt, seine bevorzugten Themen waren sakrale Kunst und Kunst im öffentlichen Raum. Etliche seiner Werke sind rund um die Welt verstreut, jedoch finden sich die meisten in Mülheim an der Ruhr. In 140 Orten in Deutschland befinden sich seine Arbeiten im öffentlichen Raum.
Rasche wurde mehrfach ausgezeichnet, so 1962 mit dem damals zum ersten Mal vergebenen Ruhrpreis für Kunst und Wissenschaft und 1990 von Papst Johannes Paul II. für sein Werk im Kirchenraum mit dem Orden Pro Ecclesia et Pontifice. 2011 verlieh ihm die Stadt Mülheim an der Ruhr den Ehrenring für sein Lebenswerk.
Im Januar 2017 ehrte der Mülheimer Kunstverein e.V. von 1956 den Künstler im 90. Lebensjahr, der 1985–1986 der 1. Vorsitzende des Vereins war. Die Laudatio hielt Gerhard Ribbrock, ehemaliger Mitarbeiter der Museumsleitung der Kunststadt Mülheim an der Ruhr. Eine großformatige Zeichnung von Ernst Rasche befindet sich in der Sammlung des KuMuMü – Kulturmuseum Mülheim in der Villa Schmitz-Scholl.
Ernst Rasche verstarb am 4. Februar 2018. Er wurde auf dem Hauptfriedhof Mülheim an der Ruhr beigesetzt.